# Bas-Intyamon
Bas-Intyamon – gmina (fr. commune; niem. Gemeinde) w Szwajcarii, w kantonie Fryburg, w okręgu Gruyère. Leży w dolinie Intyamon. Powstała 1 stycznia 2004 z połączenia gmin Enney, Estavannens i Villars-sous-Mont.

## Demografia
W Bas-Intyamon mieszka 1598 osób. W 2020 roku 17,6% populacji gminy stanowiły osoby urodzone poza Szwajcarią.

## Transport
Przez teren gminy przebiega droga główna nr 190.